# Gösta Åsbrink
Karl Gösta Åsbrink (Lovön, 1881. november 18. – Stockholm, 1966. április 19.) olimpiai bajnok svéd tornász és olimpiai ezüstérmes öttusázó.
Részt vett az 1908. évi nyári olimpiai játékokon, és tornában csapat összetettben aranyérmes lett.
Részt vett az 1912. évi nyári olimpiai játékokon, de ekkor már öttusázóként, és ezüstérmes lett.
Klubcsapata a Stockholms GF és az I10 IF volt.